# Москвичёв, Богдан Александрович
Богдан Александрович Москвичёв (род. 30 апреля 2004, Санкт-Петербург) — российский футболист, вратарь петербургского «Зенита».

## Клубная карьера
Родился в Санкт-Петербурге.
В 2013 году начал заниматься футболом в академии петербургского «Зенита».
5 июня 2022 года в матче первенства ПФЛ против клуба «Олимп-Долгопрудный-2» дебютировал в профессиональном футболе за «Зенит-2».
В составе молодёжной команды «Зенита» в сезонах 2022/23 и 2023 становился серебряным призёром Молодёжной футбольной лиги.
22 февраля 2024 года на правах аренды перешёл в «Чайку». С командой в сезоне 2023/24 стал серебряным призёром Второй лиги (дивизион «А») и вышел в Первую лигу.
21 июня 2024 года был арендован «Оренбургом». 17 августа 2024 года сыграл дебютный матч в чемпионате России против «Ростова».

## Карьера в сборной
В период с 2019 по 2020 год вызывался в юношеские сборные России.
В ноябре 2023 года был вызван в сборную России (до 21 года). 15 ноября 2023 года в товарищеском матче против сборной Беларуси (до 21 года) дебютировал в её составе.

## Статистика выступлений
| Выступление      | Выступление       | Выступление      | Лига | Лига | Кубки | Кубки | Итого | Итого |
| Клуб             | Лига              | Сезон            | Игры | Голы | Игры  | Голы  | Игры  | Голы  |
| ---------------- | ----------------- | ---------------- | ---- | ---- | ----- | ----- | ----- | ----- |
| → Зенит-2        | Второй дивизион   | 2021/22          | 1    | −2   | —     | —     | 1     | -2    |
| → Зенит-2        | Итого             | Итого            | 1    | −2   | —     | —     | 1     | -2    |
| → Чайка          | Вторая лига («А») | 2023/24          | 13   | −14  | 0     | 0     | 13    | -14   |
| → Чайка          | Итого             | Итого            | 13   | −14  | 0     | 0     | 13    | -14   |
| → Оренбург       | РПЛ               | 2024/25          | 17   | −33  | 5     | −10   | 22    | -43   |
| → Оренбург       | Итого             | Итого            | 17   | −33  | 5     | −10   | 22    | -43   |
| Всего за карьеру | Всего за карьеру  | Всего за карьеру | 31   | −49  | 5     | −10   | 36    | -59   |

## Достижения
«Зенит» (СПб)
- Серебряный призёр Молодёжной футбольной лиги (2): 2022/23, 2023

«Чайка»
- Серебряный призёр Второй лиги (дивизион «А»): 2023/24